# Schwarz-Weiss Filmverleih
Der Schwarz-Weiss Filmverleih ist ein deutsches Unternehmen mit Firmensitz in Bonn. Der Schwarz-Weiss Filmverleih ist seit 1990 auf den Verleih hochwertiger Europäischer Art-Haus Filme konzentriert. Oft handelt es sich hierbei um Literaturverfilmungen. Wenn es sich bei Buch und Produktion um anspruchsvolle Produktionen handelt, die sich an ein qualitätsorientiertes Publikum wenden, können auch Filme ohne literarischen Hintergrund herausgebracht werden. Wegen einer langen Erfahrung im Betrieb von Filmtheater in Bonn und Köln fühlt sich der Verleih besonders dem anspruchsvollen Publikum im Alter von 40–70 Jahren verbunden.

## Filme im Erstverleih
- Café Olympique. Bundesstart 25. Dezember 2014
- Jackie - Wer braucht schon eine Mutter. Bundestart 18. Juli 2013
- Vorsicht Sehnsucht. Bundesstart 22. April 2010
- Die Standesbeamtin. Bundesstart 29. Oktober 2009
- Bonjour Sagan. Bundesstart 1. Januar 2009
- Novemberkind. Bundesstart 20. November 2008
- Die Entdeckung der Currywurst. Bundesstart 11. September 2008
- St. Jacques ... Pilgern auf Französisch. Bundesstart 6. September 2007
- Vitus. Bundesstart 21. Dezember 2006
- Das Leben, das ich immer wollte. Bundesstart 26. Oktober 2006
- Der Hals der Giraffe. Bundesstart 17. August 2006
- Urlaub vom Leben. Bundesstart 2. Februar 2006
- Licht meiner Augen. Bundesstart 23. Dezember 2004
- Casomai – Trauen wir uns?! Bundesstart 9. September 2004
- Balzac und die kleine chinesische Schneiderin. Bundesstart 25. Dezember 2003
- 100 Schritte. Bundesstart 28. August 2003
- Die Entdeckung des Himmels. Bundesstart 19. Februar 2002
- Erklärt Pereira. Bundesstart 10. September 1998
- Zou-Zou. Bundesstart 8. Dezember 1994